# Hương Thủy (xã)
Hương Thủy là một xã thuộc huyện Hương Khê, tỉnh Hà Tĩnh, Việt Nam.
Xã Hương Thủy có diện tích 56,53 km², dân số năm 2009 là 4.734 người, mật độ dân số đạt 84 người/km².